# Храм Ком-Омбо
Храм Ком-Омбо — давній храм в Верхньому Єгипті (мухафаза Асуан), єдина збережена споруда античного міста Нубіт (Nbjt). Будувався в 180-47 до н. е. у правління династії Птолемеїв.
Особливість цього давньоєгипетського храму в його двоїстій культі, подвійному вході та симетричному посвяченні двом богам; зліва — Себеку з крокодилячою головою; праворуч — давньому «великому Гору» з головою сокола — Хароерісу (фр. Haroëris; інші імена: Гор богів; Горур; Херуур). Храм виділяється також своїм привабливим виглядом: розташований на стрімкому березі Нілу (правому, східному); руїни храму гарно підсвічені та мають романтичний вид з річки.

## Опис

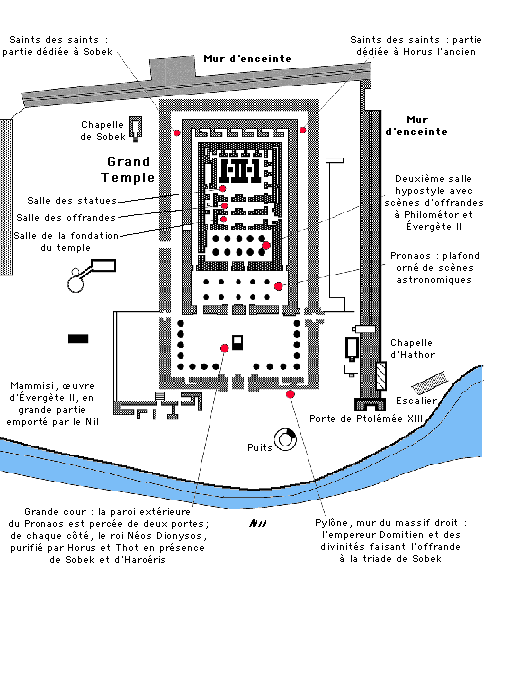
План храмової території

Храм Ком-Омбо розділений на дві однакові частини: східна частина була присвячена культу космічного божества з крокодилячої головою — Себека, тоді як західна — давньому Гору, «доброму лікарю» Хароерісу, тому сюди приходили лікуватися тисячі стародавніх єгиптян. З тих пір води Нілу значно підмили пагорб, на якому стоїть храм, і зруйнували храмові пілони і паперть, але основна частина кам'яних будівель храму збереглася. Подвійний вхідний отвір веде в гіпостильну залу з колонами.
До сьогодні в районі храму археологи знаходять артефакти старовини. У 2018 р. в ході робіт з очищення від ґрунтових вод храму Ком-Омбо виявлена нова фігура Сфінкса.

## Галерея
Загальний вигляд

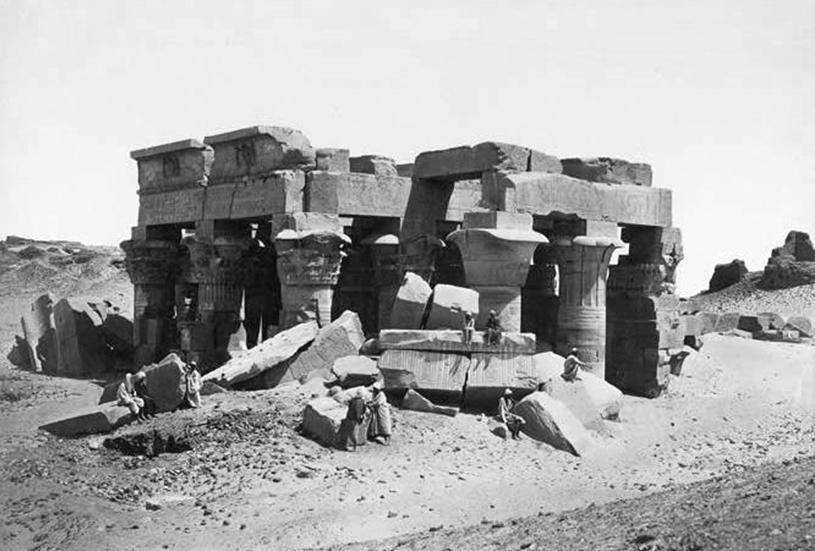
Засипаний піском, світлина 1870-х
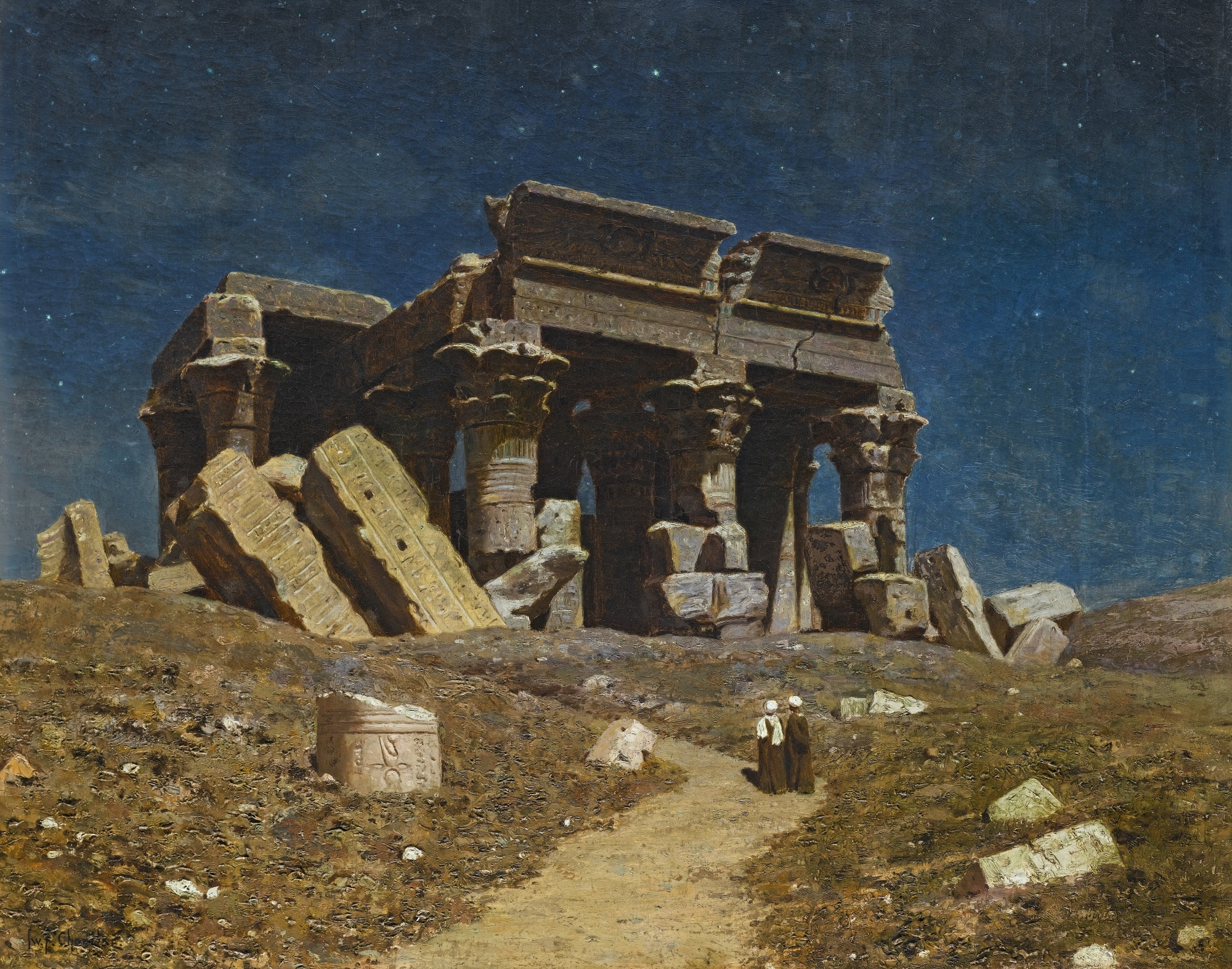
Іван Шульце — Зруйнований храм Ком-Омбо, Єгипет
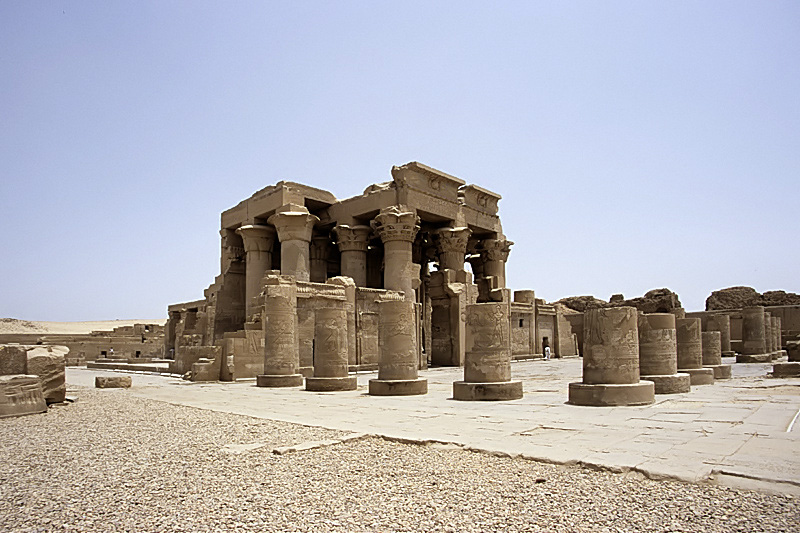
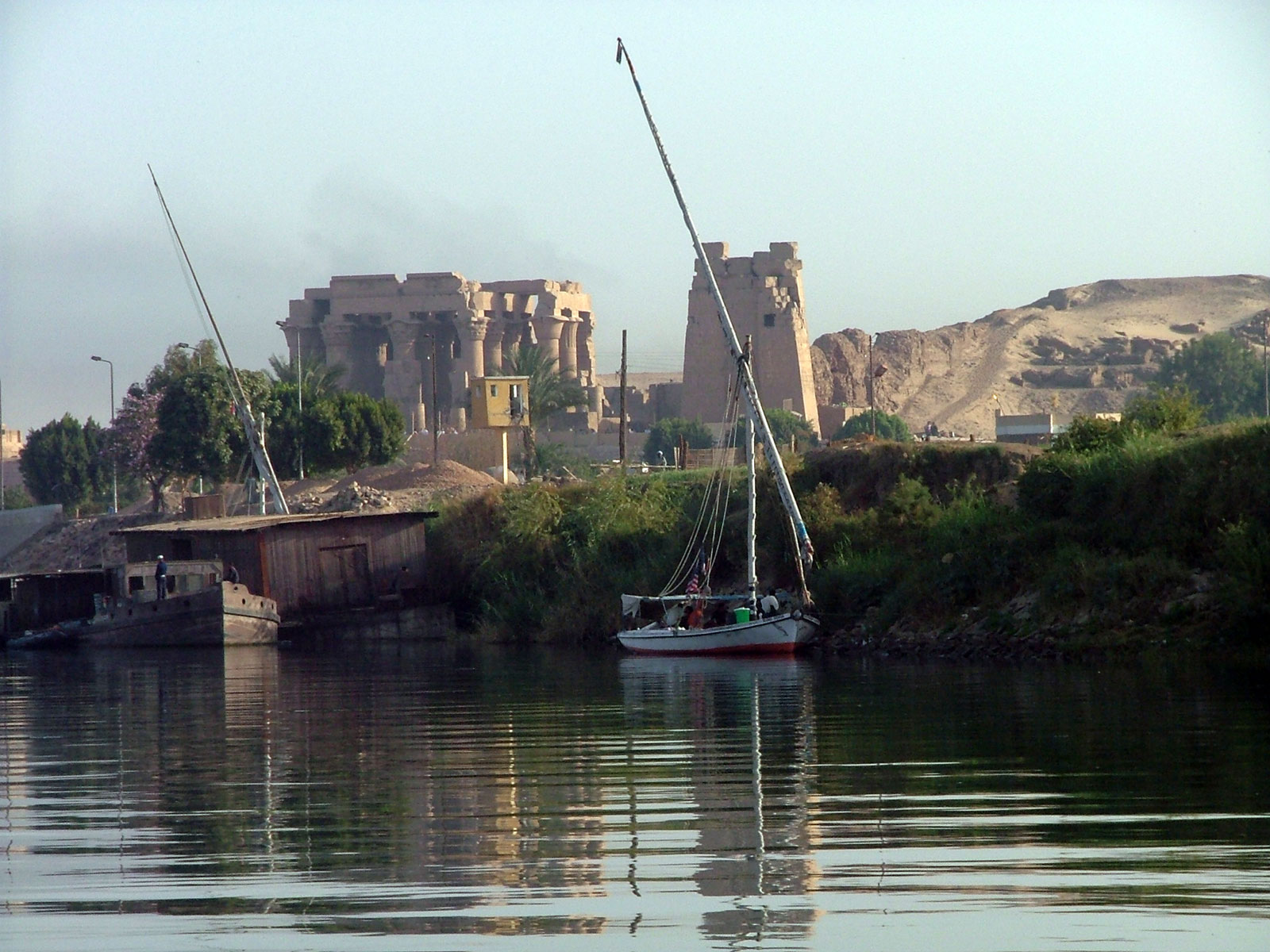
Ком-Омбо. Вид на Ніл
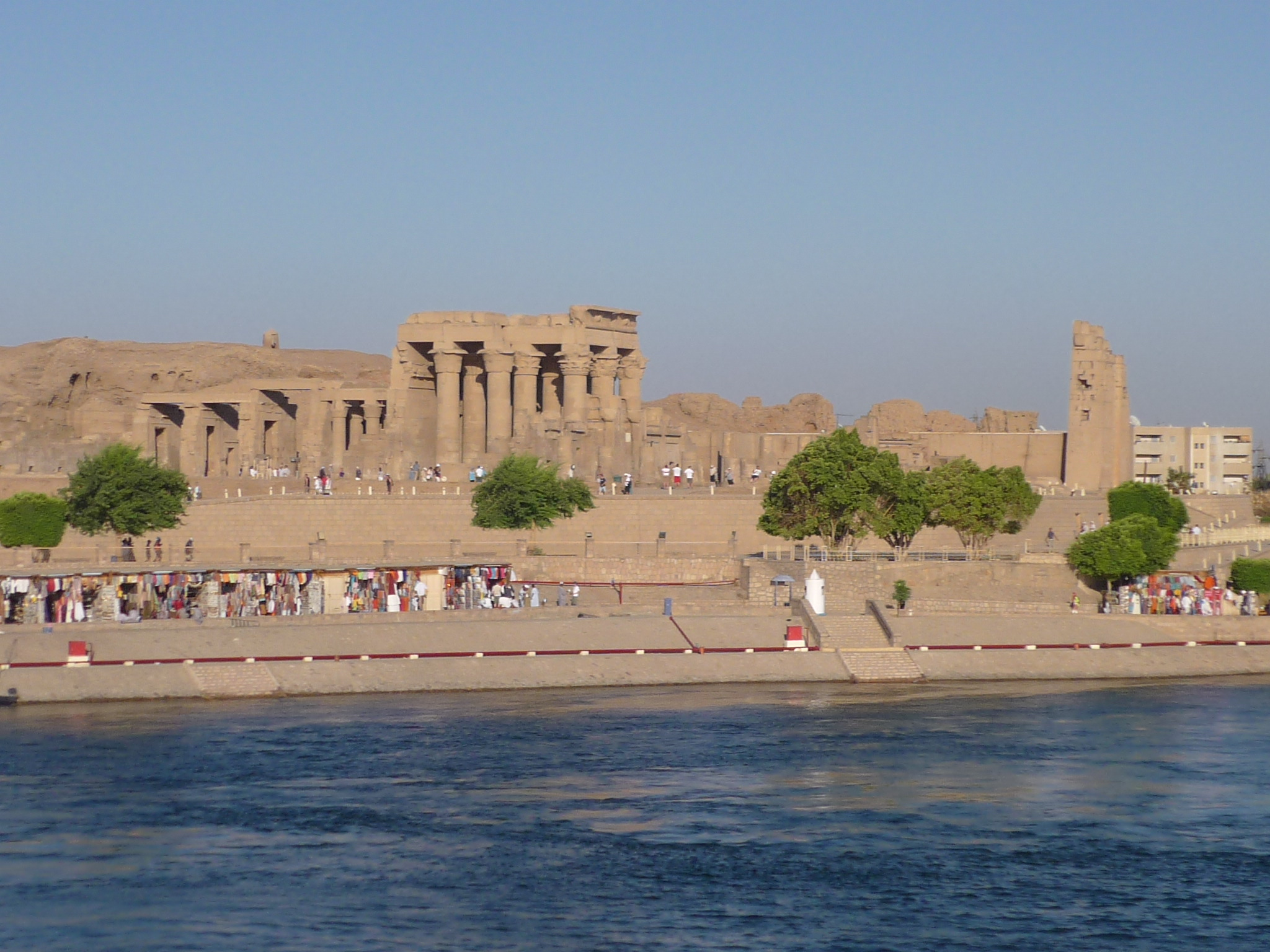
Вид з річки
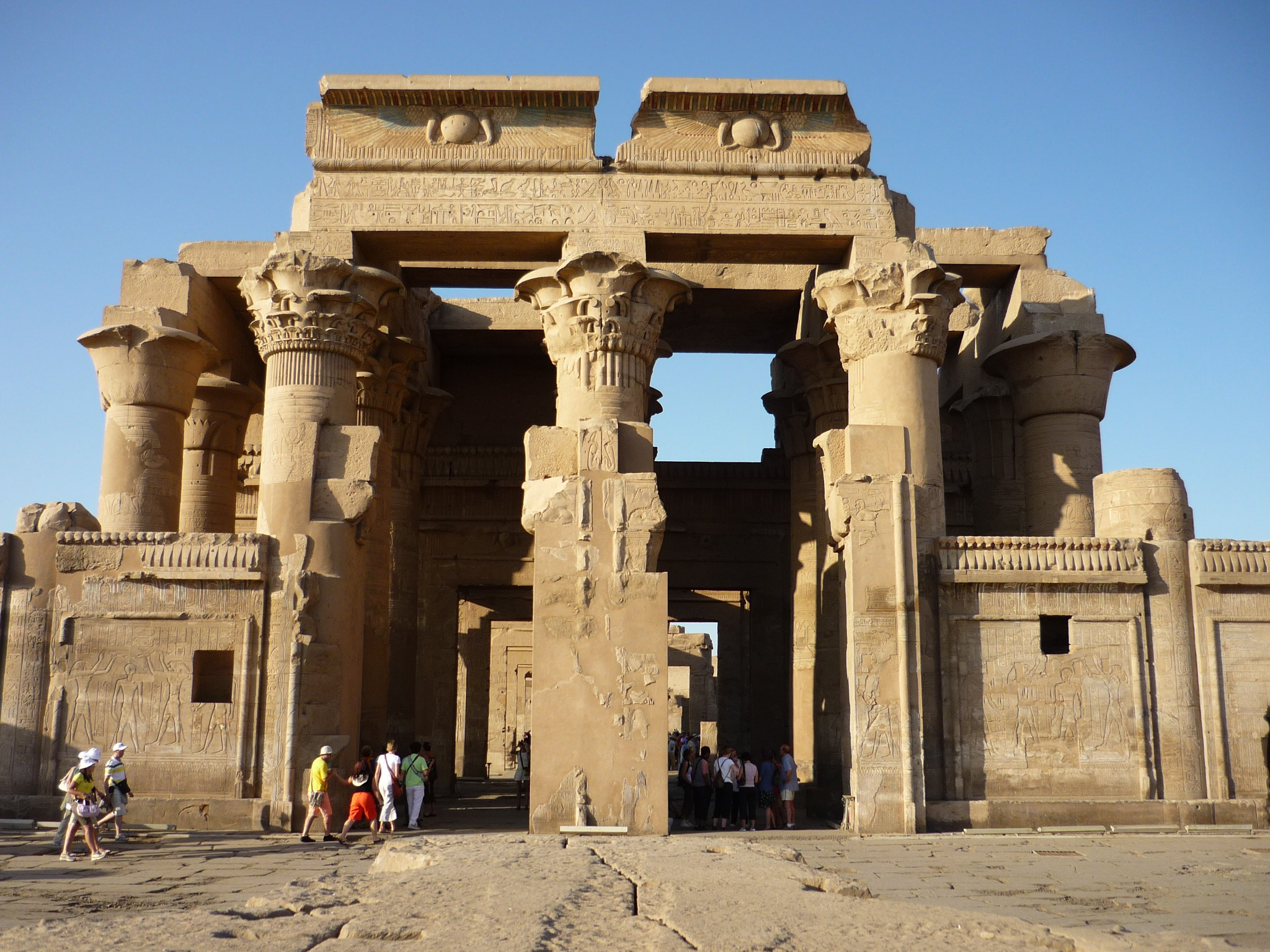
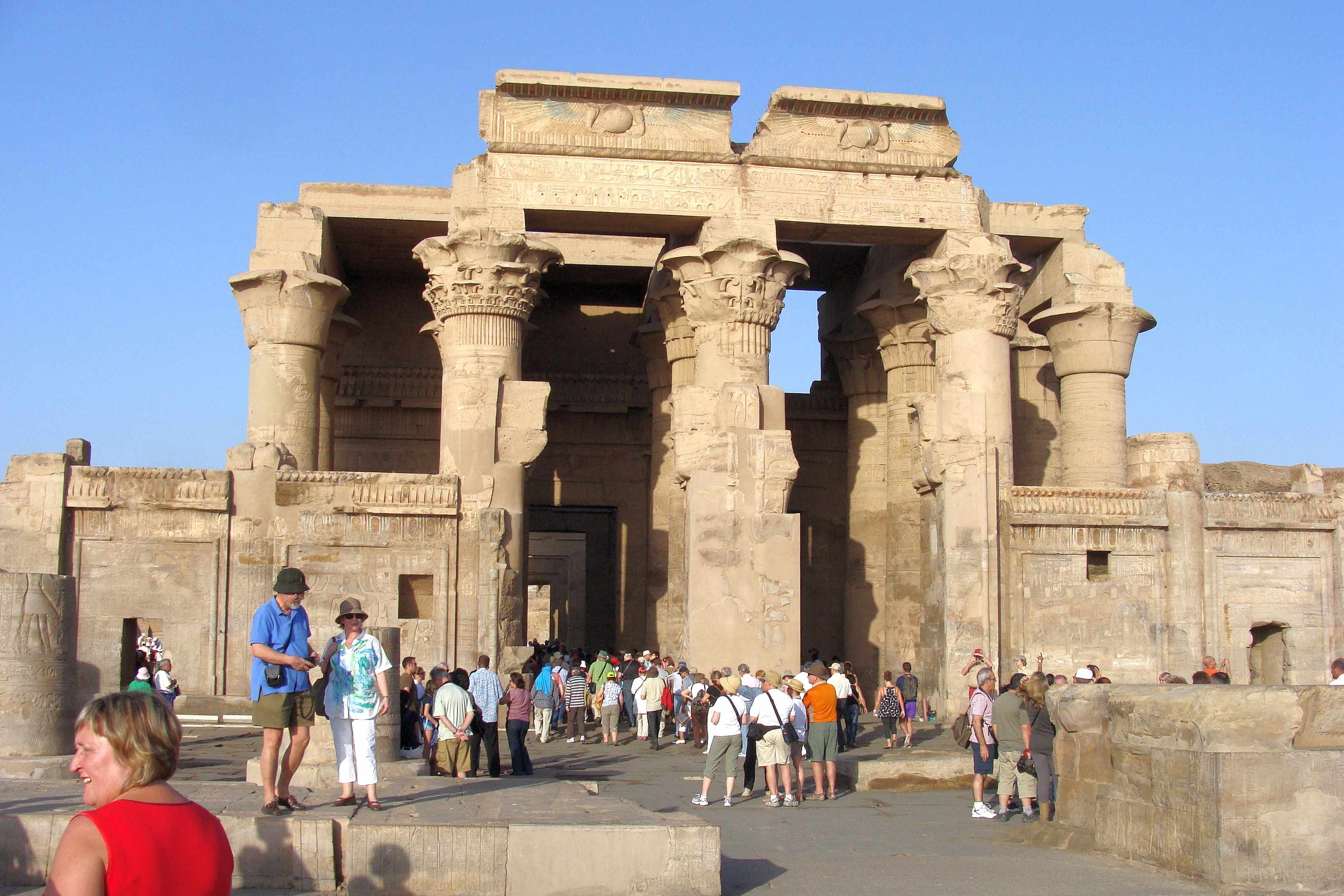
Подвійний вхід храму
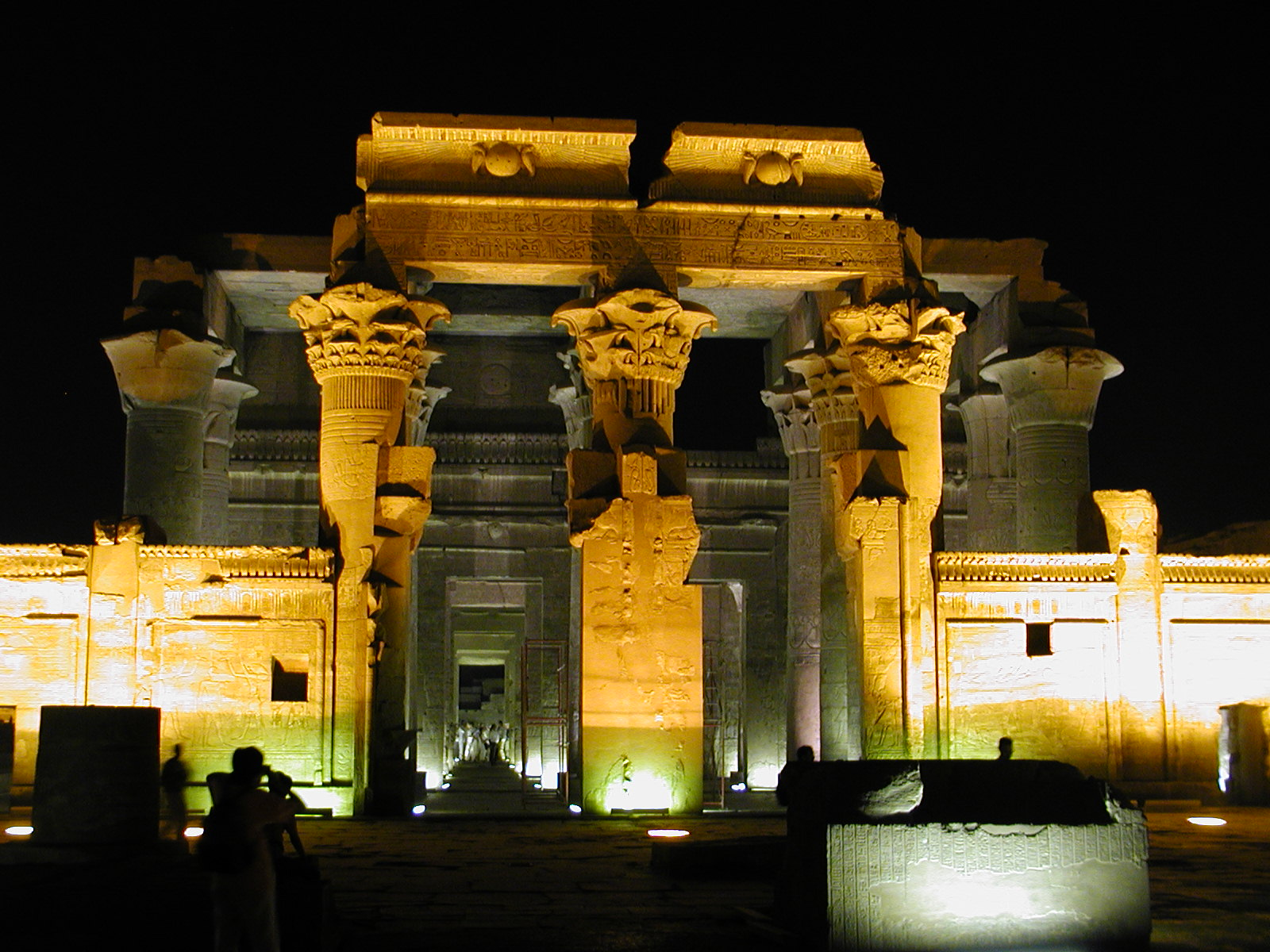
Нічне підсвічування
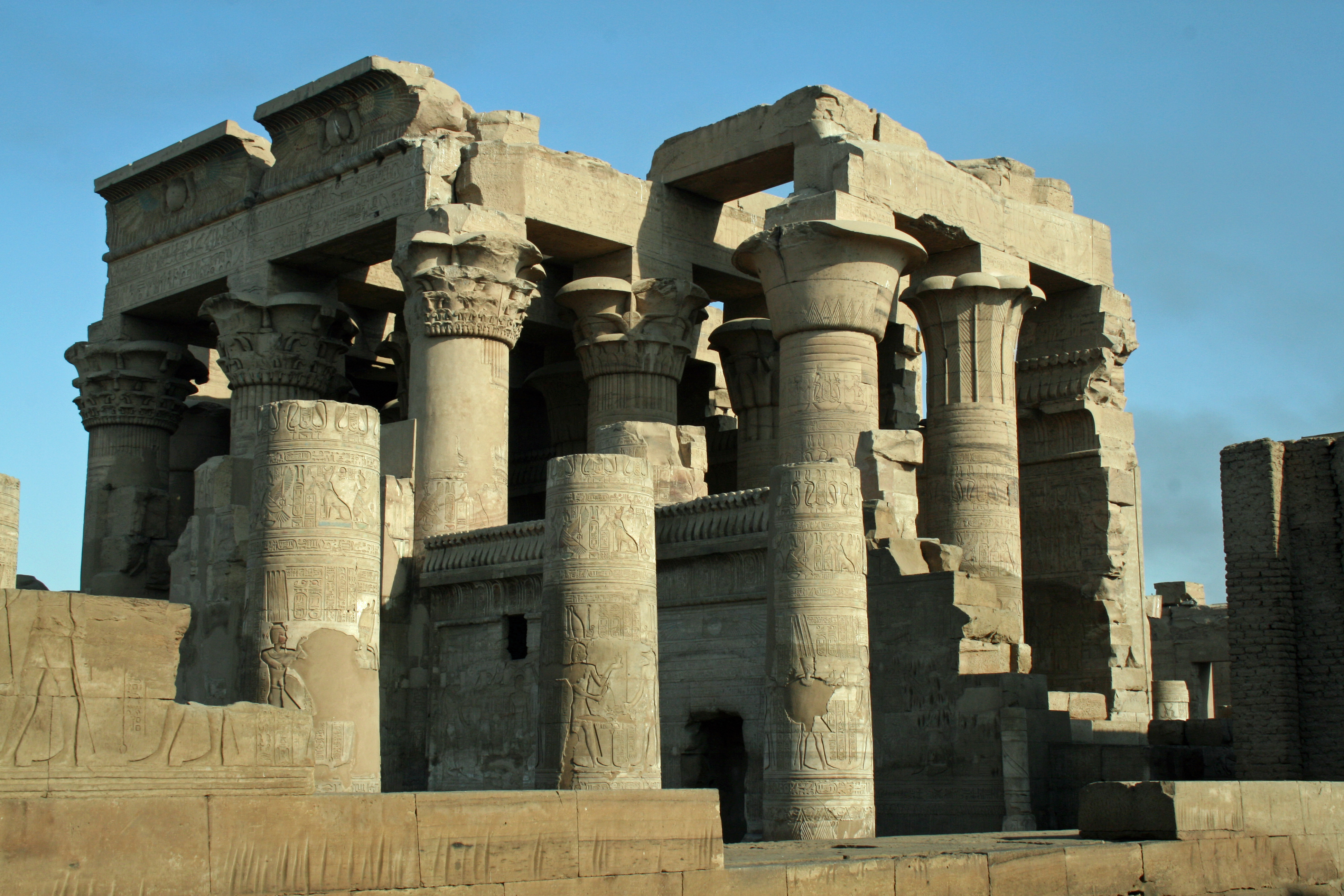
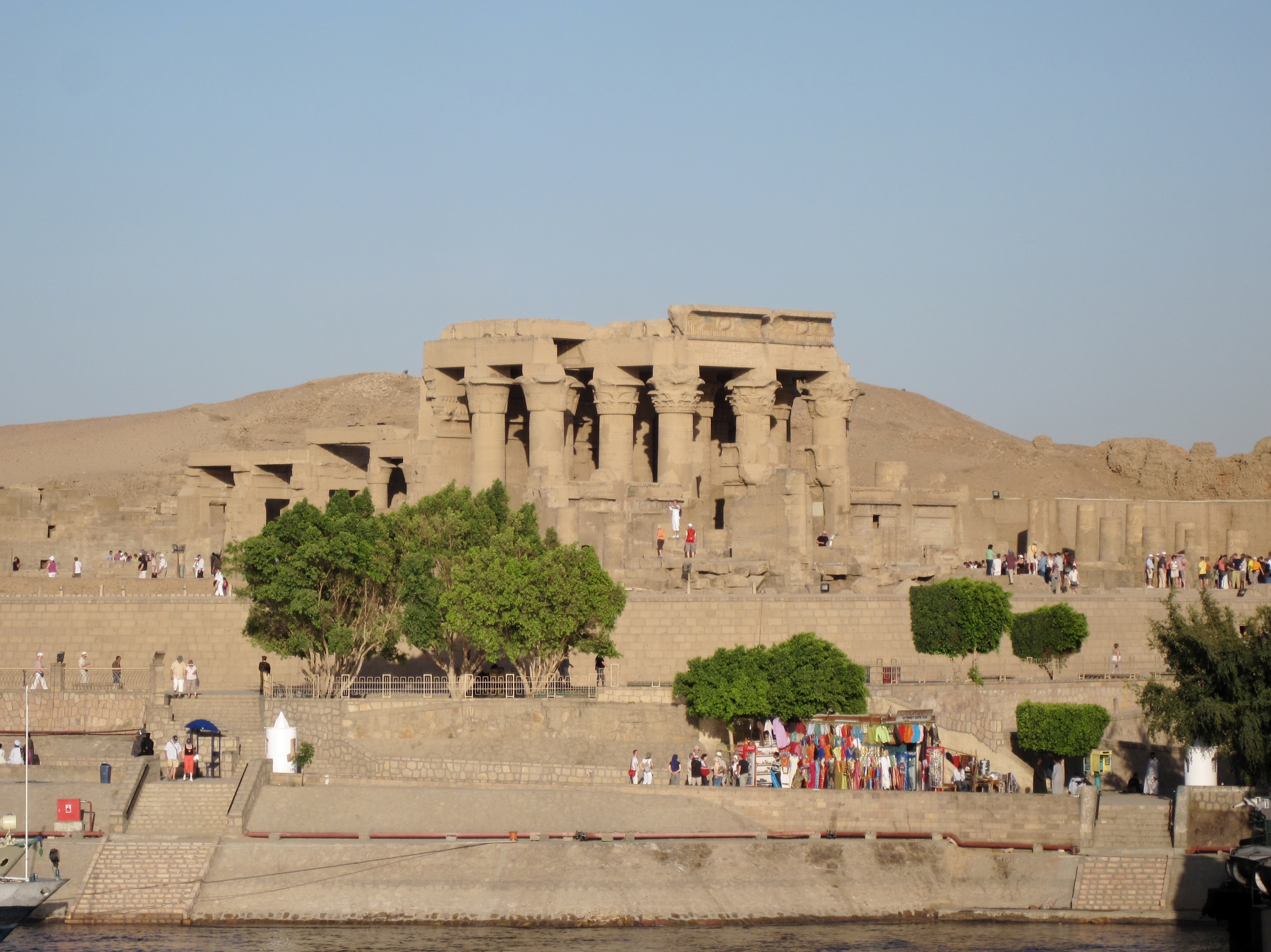

Деталі

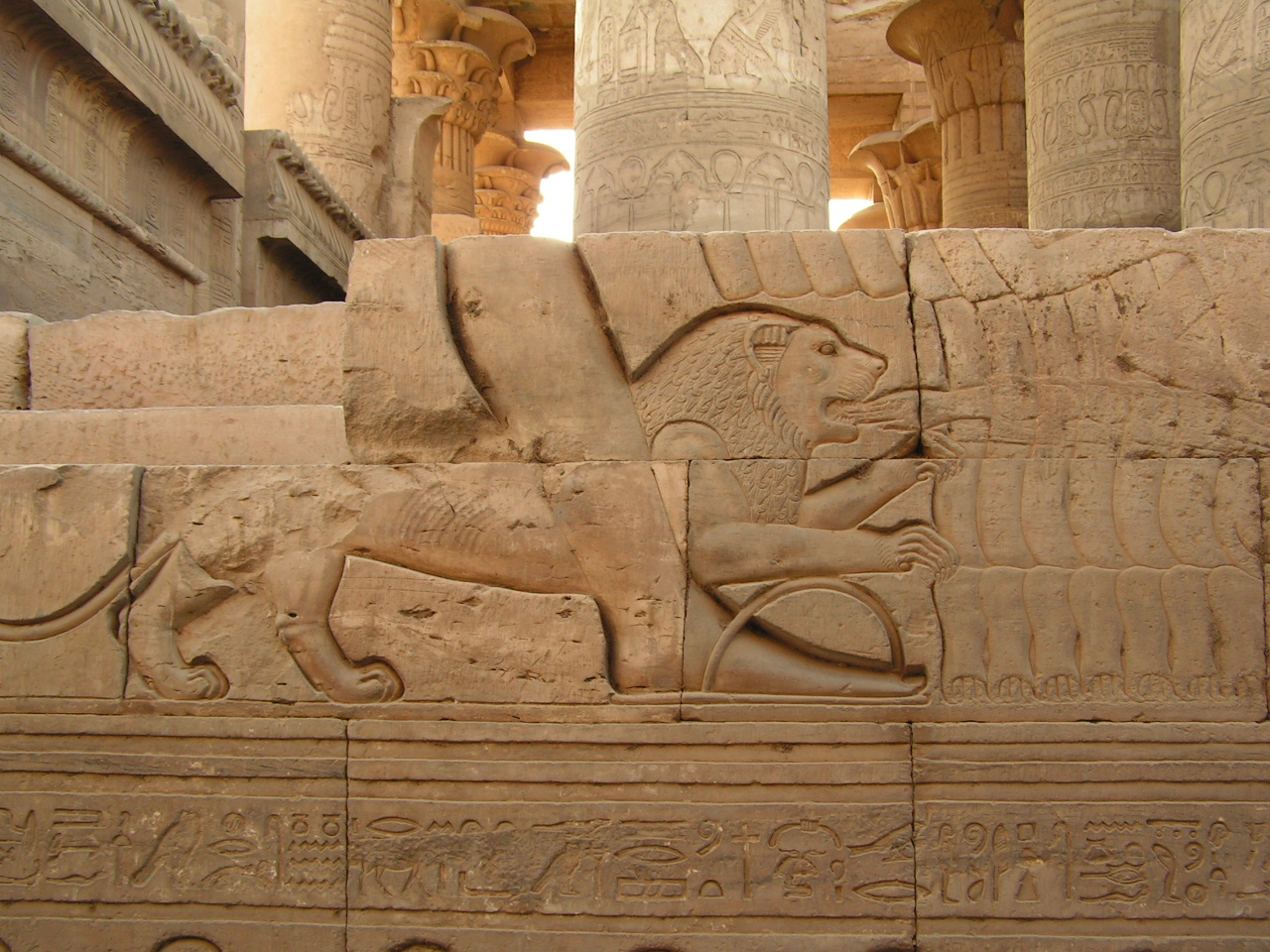
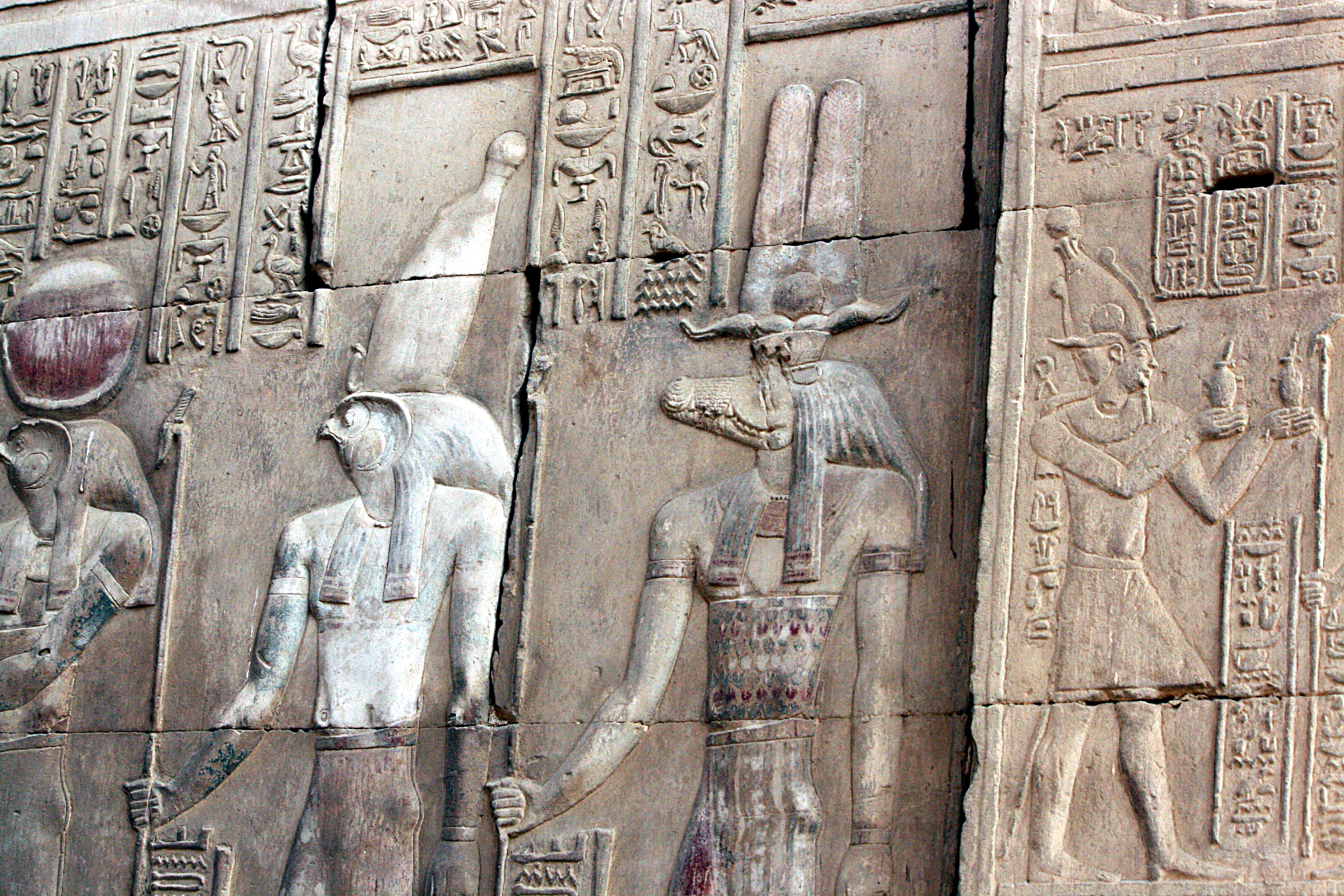
Зображення Гора й Себека на стіні храму Ком-Омбо
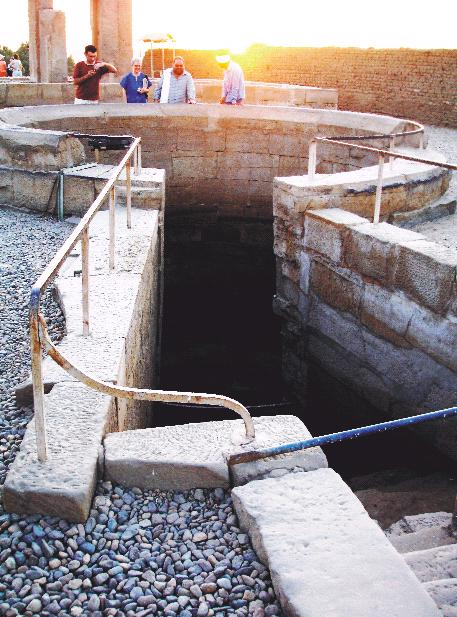
Один з двох ніломірів
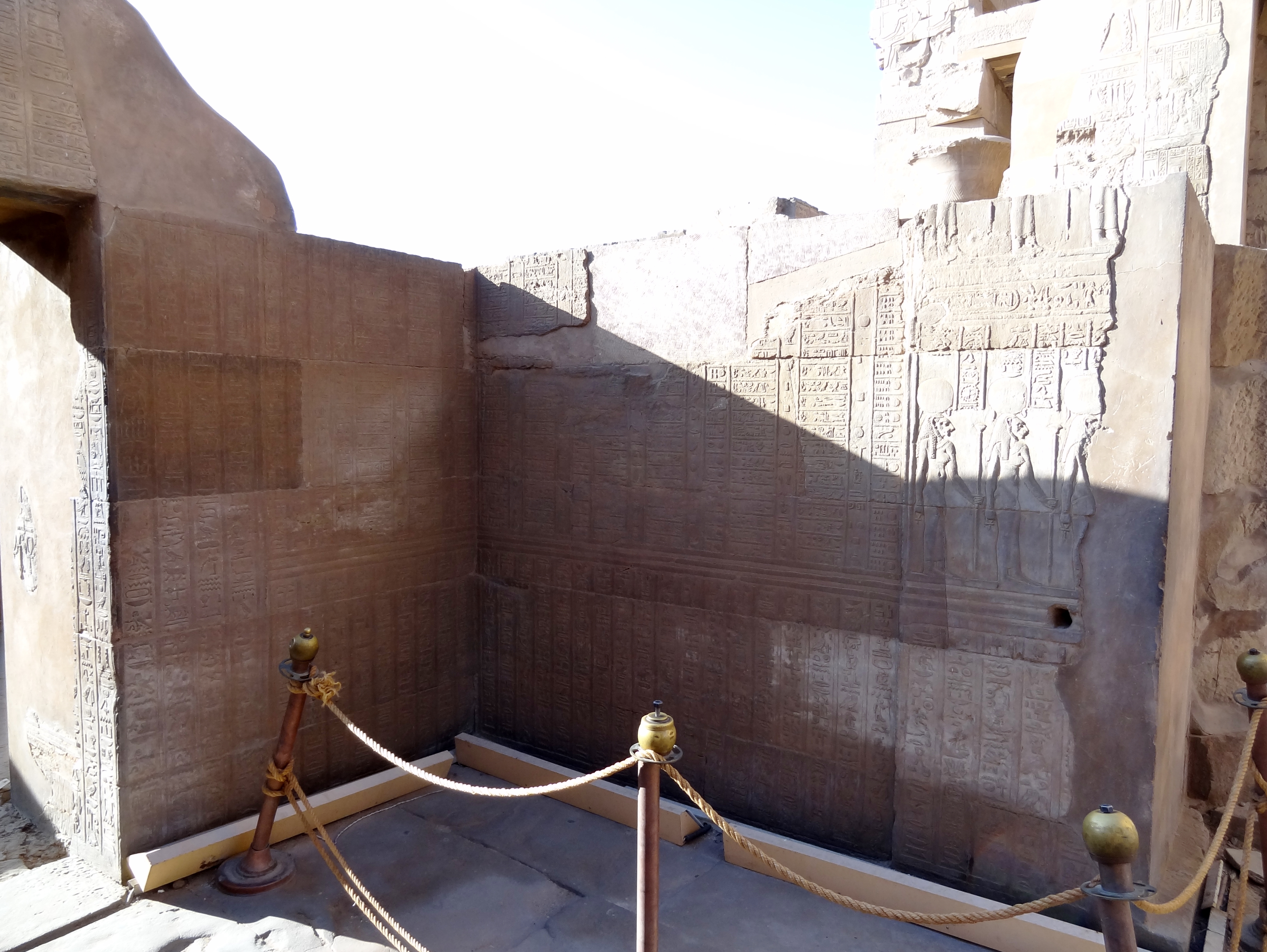
Стіна з календарем
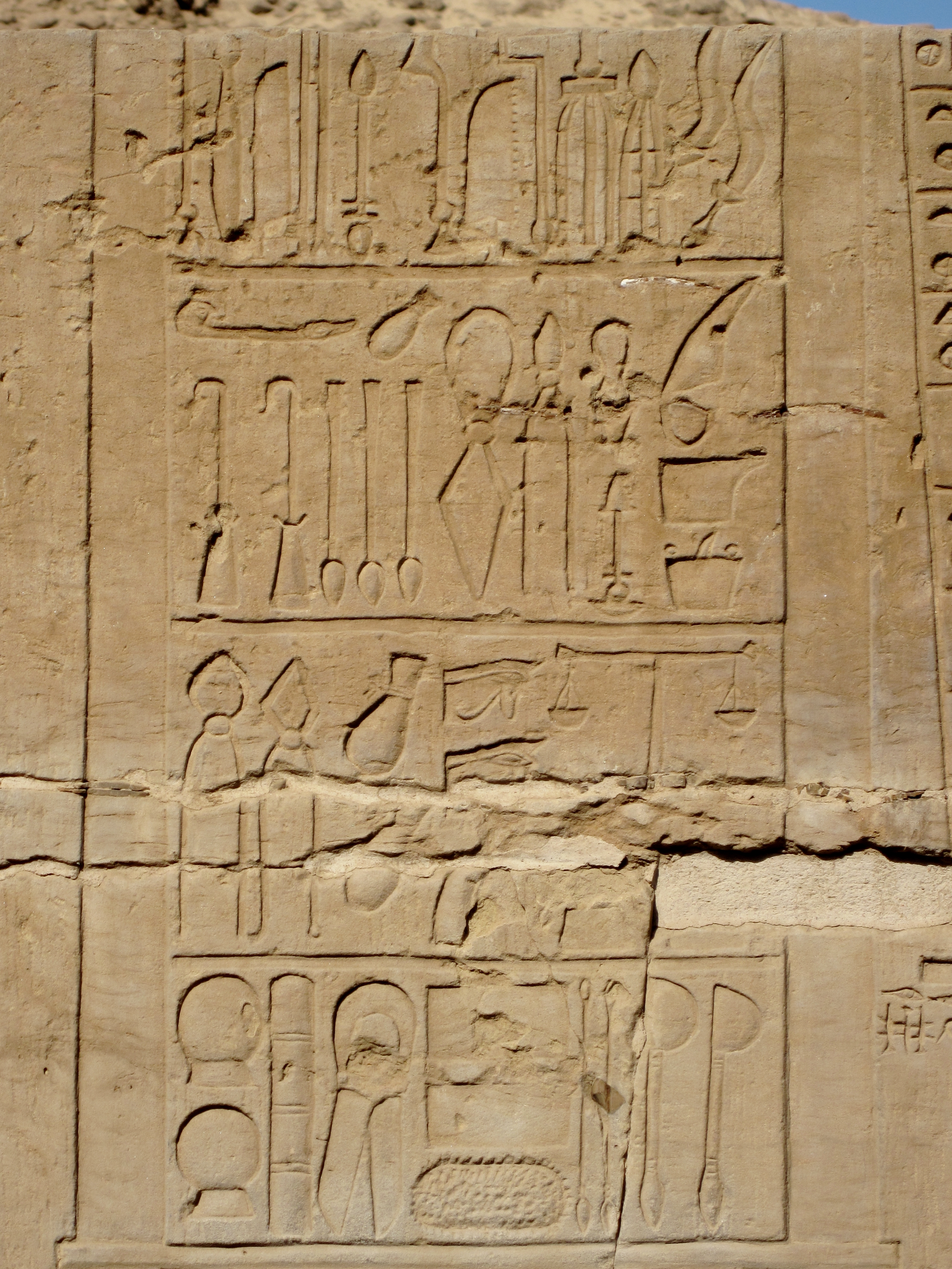
Зображення хірургічних інструментів
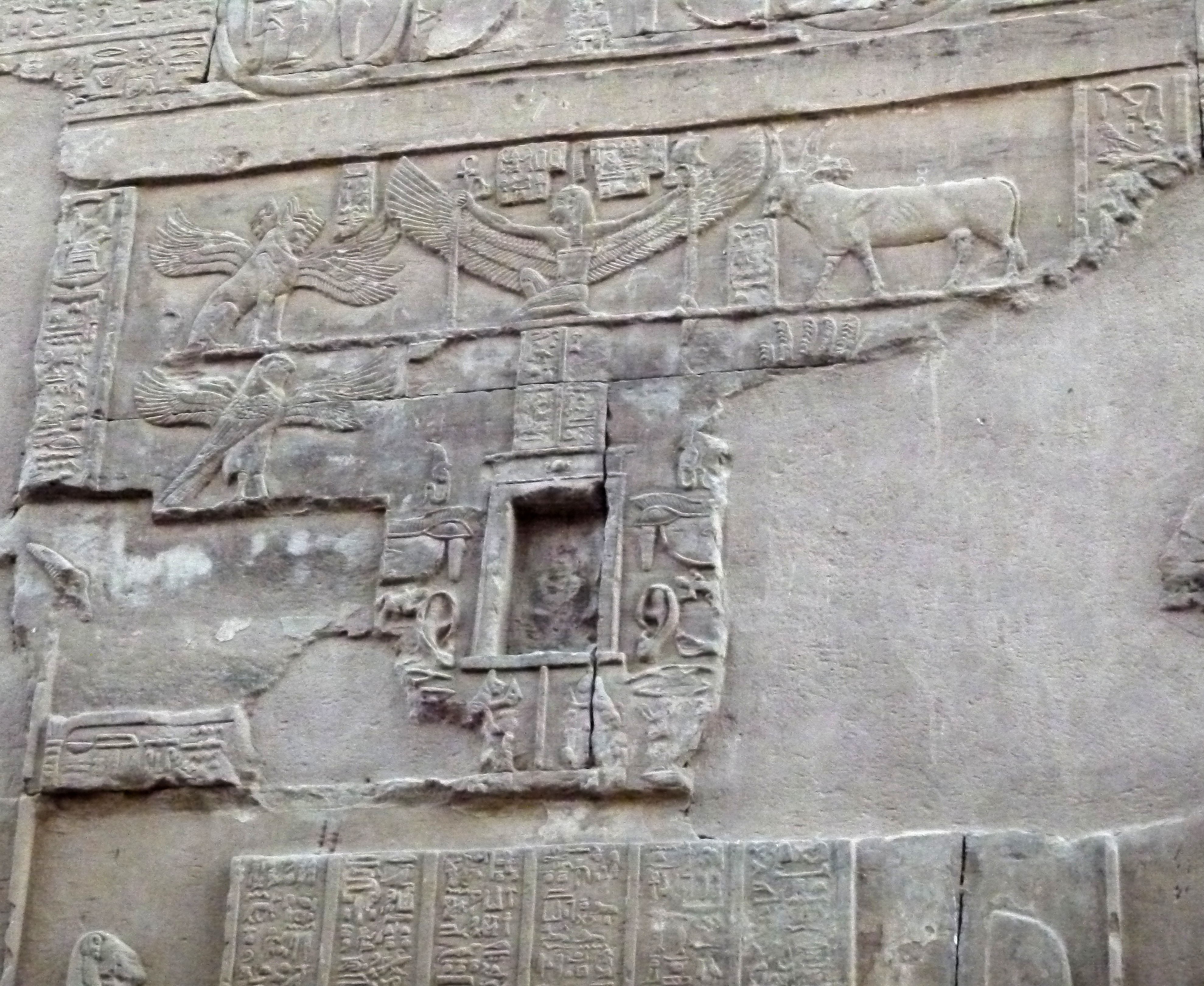
Зображення тетраморфа
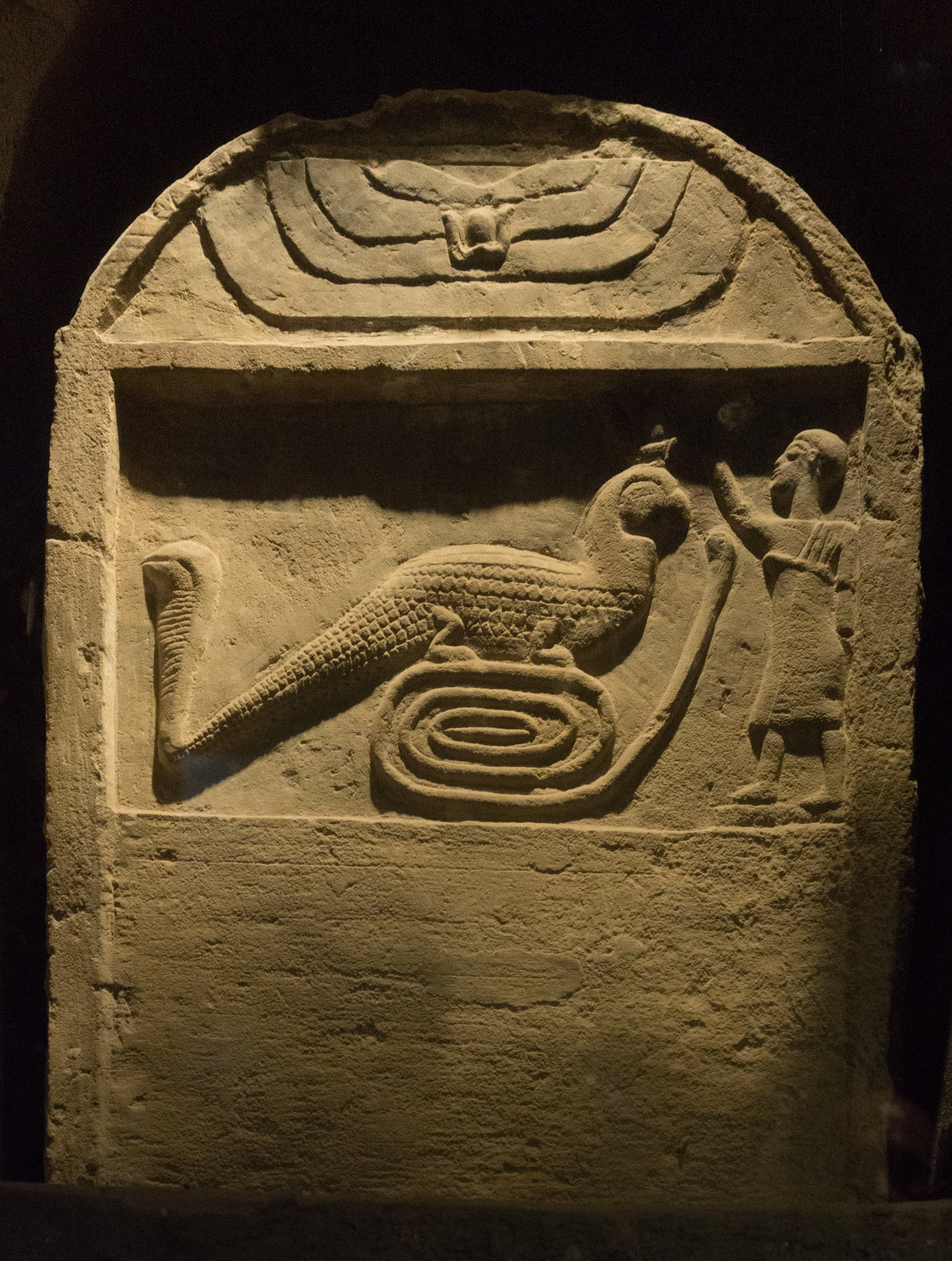
Експонат храмового музею крокодилів
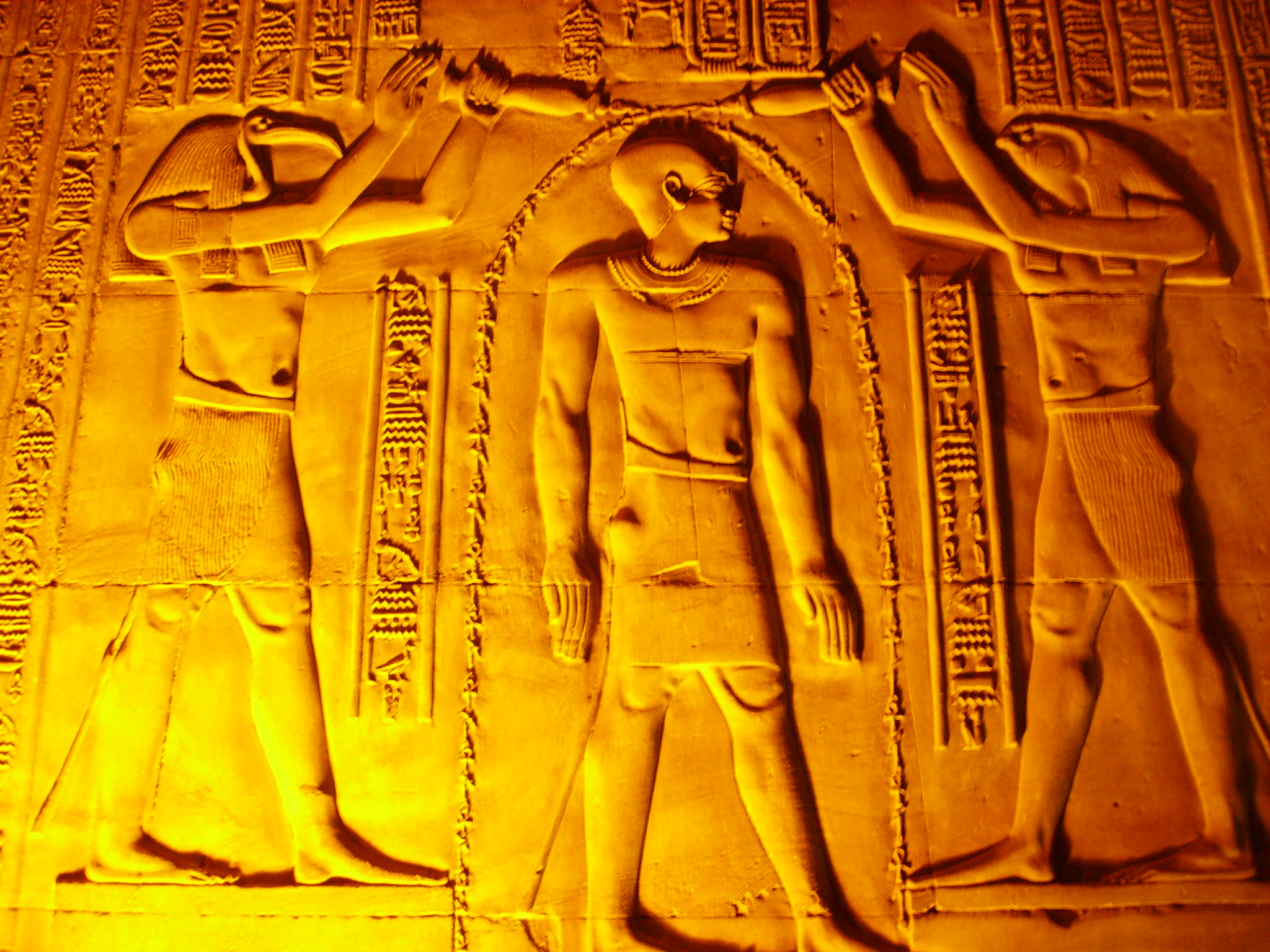
Тот і Гор. Рельєф доби Птолемеїв
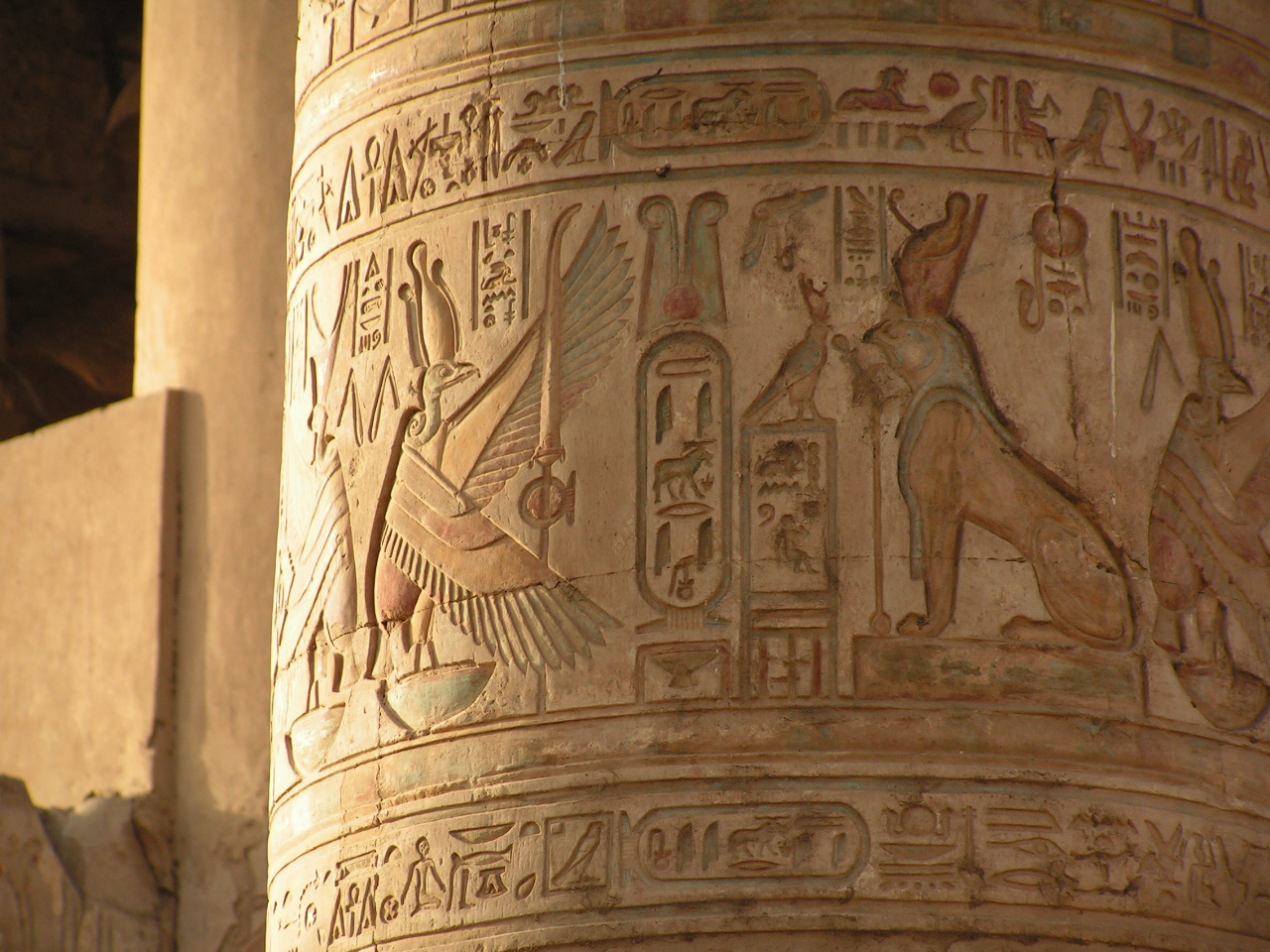
Деталь колони з картушем римського імператора Тиберія.
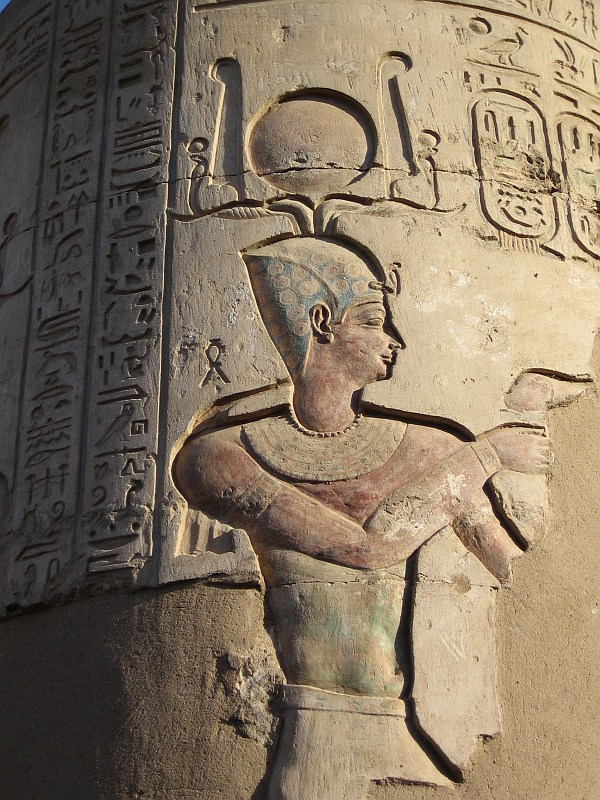
Рельєф у храмі Ком-Омбо